# Titularbistum Ceramus
Das Bistum Ceramus  (italienisch diocesi di Ceramo, lateinisch Dioecesis Ceramensis) ist ein Titularbistum der römisch-katholischen Kirche.
Es geht zurück auf ein früheres Bistum der antiken Stadt Keramos (heute beim Dorf Ören) in der kleinasiatischen Landschaft Karien im Südwesten der heutigen Türkei. Das Bistum gehörte der Kirchenprovinz Stauropolis an.
Zum historischen Bistum siehe Keramos (Kirchengeschichte). 
| Titularbischöfe von Ceramus |                                                    |                                                                                  |                    |                    |
| Nr.                         | Name                                               | Amt                                                                              | von                | bis                |
| 1                           | Jean Davoust MEP                                   | Apostolischer Koadjutorvikar und Apostolischer Vikar von West-Tonking (Vietnam)  | 24. September 1771 | 17. August 1789    |
| 2                           | Manuel Vicuña Larraín                              | Weihbischof in Santiago de Chile (Chile)                                         | 15. Dezember 1828  | 2. Juli 1832       |
| 3                           | Andrew Carruthers                                  | Apostolischer Vikar von Eastern District (Großbritannien)                        | 28. September 1832 | 24. Mai 1852       |
| 4                           | Jacques Jeancard OMI                               | Weihbischof in Marseille (Frankreich)                                            | 18. März 1858      | 6. Juli 1875       |
| 5                           | Salvador Casañas i Pagès                           | Apostolischer Administrator von Urgell (Spanien/Fürstentum Andorra)              | 7. Februar 1879    | 22. September 1879 |
| 6                           | Patrick Manogue                                    | Koadjutorbischof von Grass Valley (USA)                                          | 27. Juli 1880      | 29. Februar 1884   |
| 7                           | Stephen Reville OESA                               | Koadjutorbischof von Sandhurst (Australien)                                      | 27. Januar 1885    | 21. Oktober 1901   |
| 8                           | Juraj Carić                                        | Weihbischof in Split-Makarska (Kroatien)                                         | 6. Dezember 1906   | 8. Juni 1918       |
| 9                           | Juozapas Skvireckas                                | Weihbischof in Žemaitija (Litauen)                                               | 10. März 1919      | 5. April 1926      |
| 10                          | Johannes Hillebrand                                | Weihbischof in Paderborn (Deutschland)                                           | 27. April 1926     | 28. September 1931 |
| 11                          | António Valente da Fonseca                         | Weihbischof in Vila Real (Portugal)                                              | 23. Oktober 1931   | 31. Mai 1933       |
| 12                          | Aloys Ernest Joye OFMCap                           | Koadjutorbischof der Seychellen (Seychellen)                                     | 31. Mai 1933       | 9. Januar 1934     |
| 13                          | Camille Valentin Stappers OFM                      | Apostolischer Vikar von Lulua und Zentral-Katanga (Demokratische Republik Kongo) | 26. Februar 1934   | 13. Januar 1964    |
| 14                          | Pablo Muñoz Vega SJ Titularerzbischof pro hac vice | Koadjutorerzbischof von Quito (Ecuador)                                          | 7. Februar 1964    | 23. Juni 1967      |
| 15                          | Fortino Gómez León Titularerzbischof pro hac vice  | emeritierter Erzbischof von Antequera (Mexiko)                                   | 25. Juli 1967      | 31. Dezember 1970  |
| 16                          | Osório Willibaldo Stoffel OFM                      | Prälat von Rondonópolis (Brasilien)                                              | 6. August 1971     | 26. Mai 1978       |
| 17                          | Ramón López Carrozas OdeM                          | Weihbischof in Bom Jesus do Gurguéia (Brasilien)                                 | 26. April 1979     | 1. März 1989       |
| 18                          | José Carlos Melo CM Titularerzbischof pro hac vice | Weihbischof in São Salvador da Bahia (Brasilien)                                 | 10. Juli 1991      | 31. Mai 2000       |
| 19                          | Héctor Javier Pizarro Acevedo OAR                  | Apostolischer Vikar von Trinidad (Kolumbien)                                     | 23. Oktober 2000   |                    |